# لولزيم باشا
لولزيم باشا (بالألبانية: Lulzim Basha‏) (مواليد 12 يونيو 1974) هو سياسي محافظ ألباني، وكان عمدة تيرانا، عاصمة ألبانيا من 2011 حتى 2015. وهو أيضاً زعيم الحزب الديمقراطي الألباني، الحزب المعارض الرئيسي، منذ 2013.
قبل انتخابه عمدة لتيرانا، أنتخب مرتين كعضو في البرلمان عن تيرانا (2005–2009) وإلباسان (2009–2011). خلال تلك الفترة كان باشا وزيراً للأشغال العامة، النقل والاتصالات (2005-2007)، وزيراً للشئون الخارجية (2007–2009) ووزيراً للداخلية (2009–2011).

## روابط خارجية
- لولزيم باشا على موقع مونزينجر (الألمانية)